# Pizzicato (Izi)
Pizzicato è il secondo album in studio del rapper italiano Izi, pubblicato il 5 maggio 2017 dalla Sony Music e dalla Epic Records.

## Tracce
1. Fuori – 3:12
2. RSCN – 3:37
3. Pianto – 3:12
4. Na na na – 3:18
5. Distrutto – 3:29
6. Tutto torna – 3:16
7. Pizzicato – 4:06
8. Wild Bandana (feat. Tedua & Vaz Tè) – 5:09
9. Volare – 3:33
10. Dopo esco (feat. Fabri Fibra) – 3:19
11. Come me (feat. Enzo Dong) – 3:09
12. Bad Trip (feat. Caneda) – 3:51
13. 4GETU – 1:45

## Formazione
Musicisti
- Izi – voce
- NKO Drumz – batteria (tracce 3 e 6)
- Parix – chitarra (traccia 6)
- Marco Zangirolami – pianoforte (traccia 6)
- Tedua – voce aggiuntiva (traccia 8)
- Vaz Tè – voce aggiuntiva (traccia 8)
- Fabri Fibra – voce aggiuntiva (traccia 10)
- Enzo Dong – voce aggiuntiva (traccia 11)
- Caneda – voce aggiuntiva (traccia 12)

Produzione
- Simoo – produzione (traccia 1)
- Sick Luke – produzione (tracce 2 e 9)
- Shablo – produzione (tracce 3, 4, 10 e 11), coproduzione (traccia 6)
- Charlie Charles – coproduzione (traccia 4)
- Davide Ice Beats – produzione (tracce 5 e 6)
- Marz – produzione (traccia 7)
- Estremo – produzione (traccia 8)
- Marco Zangirolami – produzione (traccia 12)
- Noise – produzione (traccia 13)

## Classifiche
| Classifica (2017) | Posizione massima |
| ----------------- | ----------------- |
| Italia            | 1                 |